# Manrico Ducceschi

Manrico Ducceschi

Manrico Ducceschi, conosciuto con il nome di battaglia "Pippo" (Capua, 11 settembre 1920 – Lucca, 24 agosto 1948), è stato un partigiano italiano.

## Biografia
Nato a Capua l'11 settembre 1920, figlio dell'aviatore pistoiese Fernando e di Matilde Bonaccio, casalinga, trascorse l'infanzia e l'adolescenza nella città natale del padre, Pistoia, dove frequentò il Liceo classico Niccolò Forteguerri. In seguito frequentò il Liceo classico Niccolò Machiavelli di Lucca, dove conseguì la maturità classica. Successivamente si iscrisse alla facoltà di Lettere e Filosofia a Firenze, senza però terminare gli studi a causa della chiamata alle armi.
L'8 settembre 1943 lo trovò a Tarquinia, allievo ufficiale del V Rgt. Alpini.  Riuscì a sottrarsi alla cattura e a fare ritorno nella sua città, ove entrò in relazione con ex compagni di studi, militanti dei gruppi Giustizia e Libertà di Firenze, vicini al Partito d'Azione, dandosi successivamente alla macchia per partecipare alla Resistenza italiana con il nome di battaglia di "Pontito" prima e di "Pippo" (in ricordo di Giuseppe Mazzini) successivamente.
Già a metà settembre costituì la prima Brigata Rosselli e, stabilito il quartier generale alle Tre Potenze, assorbì alcune formazioni minori del Pistoiese e della Lucchesia. Il 16 marzo 1944 la formazione assunse la denominazione ufficiale di "Esercito di Liberazione Nazionale - XI Zona Patrioti", con caratterizzazione dichiaratamente apartitica e operante fra la Garfagnana, la Valdinievole e la Montagna Pistoiese.
Durante la lotta di Resistenza la squadra entrò anche in contatto con quella di Silvano Fedi, che agiva nei dintorni di Pistoia e anche all'interno della città (mentre quella di Ducceschi agiva prevalentemente in montagna).
Una delle operazioni principali della formazione fu l'intercettazione, al Passo dell'Abetone, di Tōyō Mitsunobu, contrammiraglio della Marina imperiale giapponese, la cui uccisione permise di raccogliere documenti importanti per le successive operazioni belliche degli Alleati nel Pacifico.
Grazie agli ottimi rapporti mantenuti con gli Alleati, tramite agenti dell'OSS paracadutati, la formazione poté ricevere alcuni rifornimenti con aviolanci.
Dopo l'arrivo degli Alleati della V Armata, dall'ottobre 1944, la formazione, inquadrata in forma di reparto regolare e organico, sarà denominata "Battaglione Autonomo Patrioti Italiani Pippo" e, con divise ed equipaggiamento americano, fu destinata al controllo di ben 40 chilometri di fronte, in corrispondenza della "Linea Gotica", dalla Garfagnana all'Appennino Pistoiese, contrastando valorosamente le forze tedesche e alcuni contingenti delle Divisioni "Italia", "San Marco" e "Monterosa" della RSI.
Dopo lo sfondamento della "Linea Gotica", la formazione affiancò le truppe alleate nell'avanzata e con esse, spesso precedendole, partecipò alla liberazione di Modena, Reggio Emilia, Parma, Piacenza e Lodi, entrando quindi in Milano e arrivando fino al confine svizzero. Rientrata trionfalmente in Toscana, il 6 di giugno del 1945, all'Abetone, alla presenza di ufficiali alleati, la formazione fu infine sciolta con l'onore delle armi.
L'indipendenza - in termini di libertà d'azione - di Ducceschi non fu mai ben accettata.
Alla fine della guerra, il comandante partigiano Pippo fu insignito della Bronze Star Medal al valor militare da parte degli Alleati, ma non ebbe alcun riconoscimento né da parte delle organizzazioni partigiane né da parte dello Stato Italiano. L'attrito si fece ancor più aspro allorché Pippo dichiarò che avrebbe denunciato alcuni abusi commessi da gruppi resistenziali.
Le denunce non ebbero seguito, perché Pippo fu trovato - dal padre - impiccato nella sua casa di Lucca. Nonostante le indagini svolte, data anche la limitatezza degli strumenti scientifici dell'epoca, gli inquirenti non riuscirono a raggiungere la prova certa che si trattasse di un omicidio e pertanto prevalse l'ipotesi di un suicidio, anche se  non convinse mai quelli che a Ducceschi erano più vicini.